# Illa de Hindmarsh

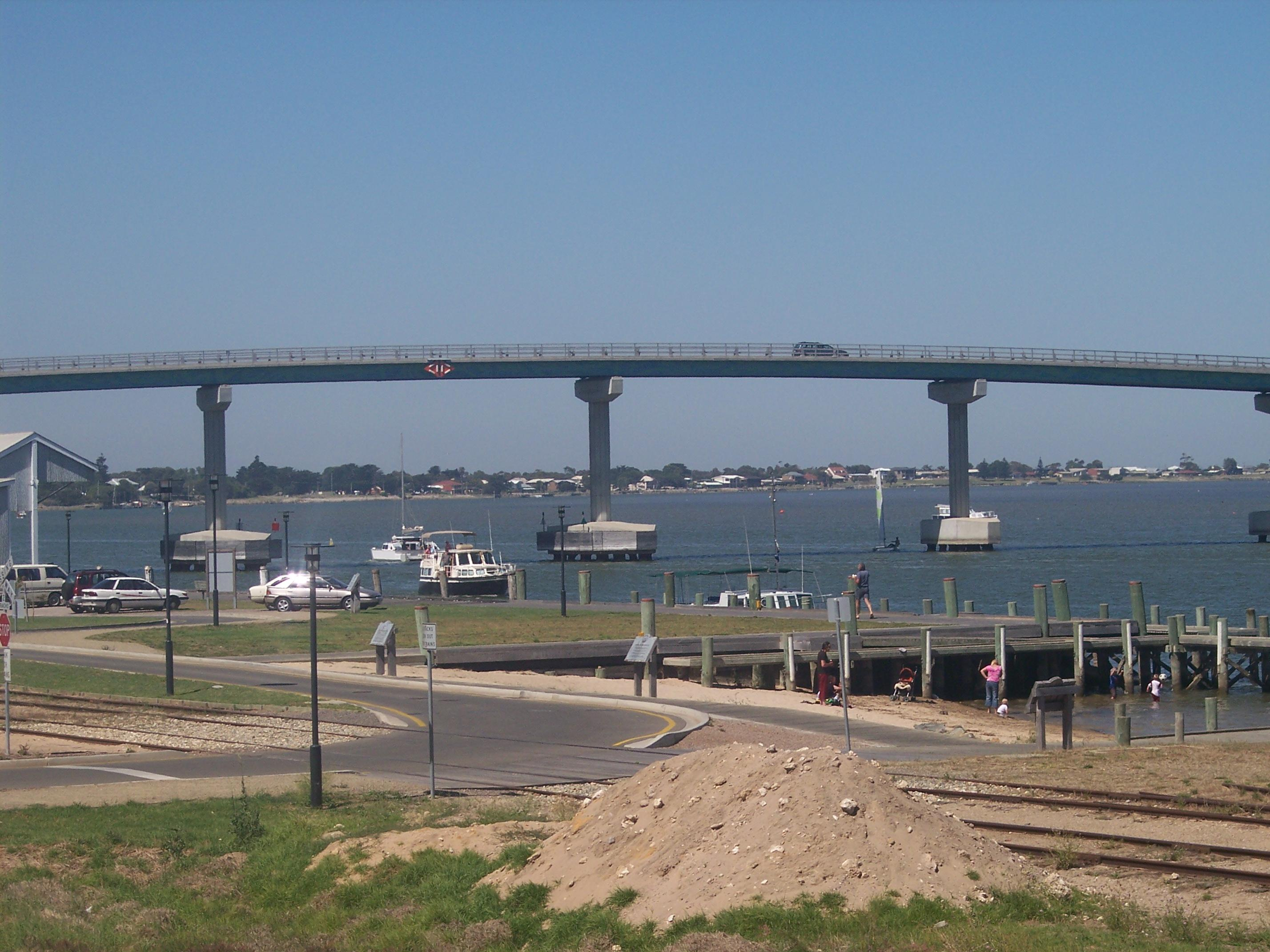
Pont que uneix l'illa de Hindmarsh amb els molls de Goolwa.

L'illa de Hindmarsh (Kumarangk en dialecte ngarrindjeri) és una illa al costat de la península de Fleurieu, a prop del poble de Goolwa, Austràlia Meridional. És a la desembocadura del riu Murray, un dels més grans d'Austràlia, que desemboca a l'oceà Índic. El 2001 es va obrir un pont que ha convertit l'illa en una popular destinació turística.
En realitat, el riu Murray, que discorre de nord a sud, desemboca al llac Alexandrina, separat del mar per una sèrie d'illes (Hindmarsh és la més gran). D'aquesta manera, l'aigua que hi ha al nord de l'illa és dolça i la del sud, al costat de la barra de sorra que separa el llac del mar, salada.
A l'est de l'illa hi ha una de les boques del riu, la boca Murray, per on el riu surt al mar. Aquesta boca sol anar variant de lloc amb el temps a causa dels corrents. Aquí comença el Parc Nacional Coorong (Coorong National Park), un ecosistema lacustre que s'estén 130 km cap al sud-est de Hindmarsh.

## Història

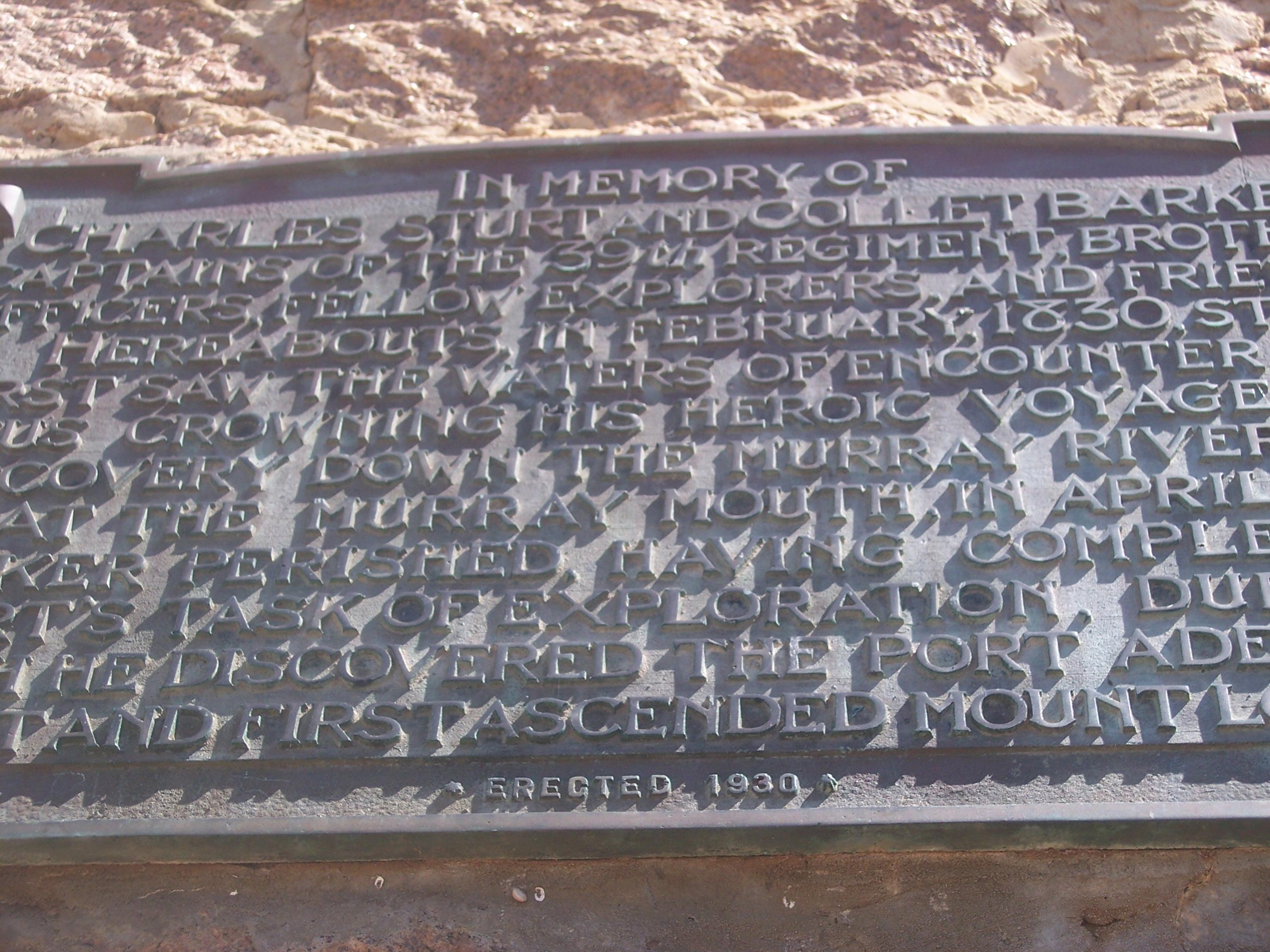
Placa d'un monument dedicat a Sturt i Barker a l'illa

El primer europeu a trepitjar l'illa va ser el capità Charles Sturt el 1830. Un altre capità, John William Dundas Blenkinsop, li va donar el 1837 el nom del primer governador d'Austràlia Meridional, sir John Hindmarsh. En la dècada de 1850 es va construir un molí de farina i el 1858 es va estrenar un ferri entre Goolwa i l'illa. Aquest any es va estrenar també el fil telegràfic. El 1861 es va construir un cementiri i el 1900, una factoria formatgera per explotar els formatges fabricats a partir de les vaques Hereford i les ovelles Shropshire que havien estat introduïdes a Austràlia el 1868. L'electricitat va arribar a l'illa el 1865.